# جگر (فیلم)
جگر (به هندی: Jigar) فیلمی محصول سال ۱۹۹۲ و به کارگردانی فاروغ صدیقی است. در این فیلم بازیگرانی همچون اجی دیوگن، کاریسما کاپور، سلیم خان، گلشن گروور، آریونا ایرانی، پارش راوال، مادهوی ایفای نقش کرده‌اند.